# سد جليدي

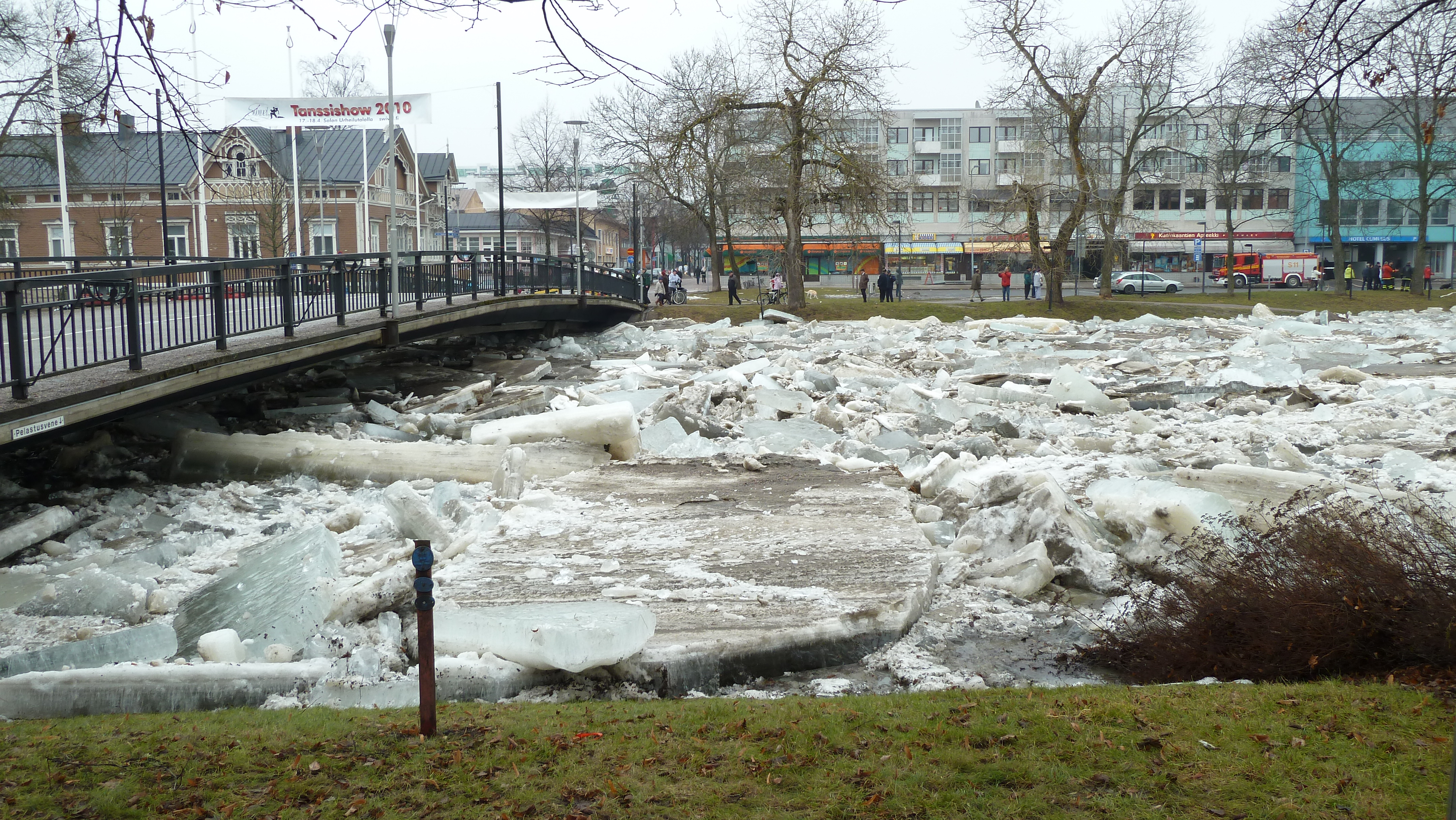

السد الجليدي يتكون عندما تتراكم المياه خلف كتلة جليدية.
يأخذ السد الجليدي أشكال مختلفة ليست محددة، مثل تشكل حاجز جليدي على مجرى نهر بدأ بالذوبان، أو انسداد نهر بجزء لا يزال متجمد، أيضا للتوضيح، يمكن استخدامها للتعبير عن الانسداد الذي يحدثه الجليد في المواسير و مجرى المياه في البيوت أو المباني.